# Næstved
Næstved  est une commune danoise de la région Sjælland issue de la réforme communale de 2007. La population de la commune s'élevait en 2019 à 82 991 habitants alors que sa superficie est de 681 km2.

## Histoire
Næstved est le résultat du rassemblement des cinq communes de :
- Fuglebjerg ;
- Fladså ;
- Holmegaard ;
- Næstved (en) ;
- Suså.

## Jumelages
- Chalon-sur-Saône (France).

Næstved fait partie de la Charte des Communes Rurales d'Europe qui comprend une entité par État membre de l’Union européenne, soit 27 autres communes, :
- Hepstedt (Allemagne)
- Lassee (Autriche)
- Bièvre (Belgique)
- Slivo pole (Bulgarie)
- Léfkara (Chypre)
- Tisno (Croatie)
- Bienvenida (Espagne)
- Põlva (Estonie)
- Kannus (Finlande)
- Cissé (France)
- Kolindros (Grèce)
- Nagycenk (Hongrie)
- Cashel (Irlande)
- Bucine (Italie)
- Kandava (Lettonie)
- Žagarė (Lituanie)
- Troisvierges (Luxembourg)
- Nadur (Malte)
- Esch (Pays-Bas)
- Strzyżów (Pologne)
- Samuel (Portugal)
- Starý Poddvorov (Tchéquie)
- Ibănești (Roumanie)
- Desborough (Royaume-Uni)
- Medzev (Slovaquie)
- Moravče (Slovénie)
- Ockelbo (Suède)